# Lithobates heckscheri
Espèce
Synonymes
- Rana heckscheri Wright, 1924

Statut de conservation UICN

 LC  : Préoccupation mineure
Lithobates heckscheri est une espèce d'amphibiens de la famille des Ranidae.

## Répartition
Cette espèce est originellement endémique de la plaine côtière du Sud-Est des États-Unis. Elle se rencontre :
- dans le sud-est de la Caroline du Nord ;
- dans le l'Est de la Caroline du Sud ;
- dans le sud de la Géorgie ;
- dans le nord de la Floride ;
- dans le sud de l'Alabama ;
- dans le sud du Mississippi.

Elle a été introduite en République populaire de Chine.

## Description
Lithobates heckscheri mesure de 80 à 130 mm pour les mâles et de 100 à 155 mm pour les femelles.

## Étymologie
Cette espèce est nommée en l'honneur d'August Heckscher (1848-1941).

## Publication originale
- Wright, 1924 : A new bullfrog (Rana heckscheri) from Georgia and Florida. Proceedings of the Biological Society of Washington, vol. 37, p. 141-152 (texte intégral).